# 메이조코엔역
메이조코엔역(명성공원역, 일본어: 名城公園駅, めいじょうこうえんえき)은 일본 아이치현 나고야시 기타구에 위치한 철도역이다. 역 번호는 M08이다.

## 타는 곳
섬식 승강장 1면 2선 지하역.
| 1 | ■ 메이조 선 | 사카에·가나야마·나고야코 방면 |
| 2 | ■ 메이조 선 | 오조네·모토야마 방면          |

## 역세권 정보
- 메이조 공원
- 나고야 고속 제1호선
- 나고야 시 하수도 과학관

## 역사
- 1971년 12월 20일: 영업 개시.

## 인접역
| 나고야 지하철 ■ 메이조 선 | 나고야 지하철 ■ 메이조 선 | 나고야 지하철 ■ 메이조 선 |
| ------------------------- | ------------------------- | ------------------------- |
| M 07 나고야조 외선 순환   |                           | M 09 구로카와 내선 순환   |